# Biantes thamang
Biantes thamang – gatunek kosarza z podrzędu Laniatores i rodziny Biantidae.

## Występowanie
Gatunek występuje w Nepalu.